# 我們的故事 (歌曲)
《我們的故事》是美国創作歌手泰勒絲的一首歌曲，收录于她的第3张录音室专辑《爱的告白》。歌曲由泰勒絲創作，並由泰勒絲和内森·查普曼共同制作，于2011年4月19日作为专辑的第4张单曲送往主流电台播放。泰勒絲称歌曲的创作灵感源于她在2010年乡村音乐电视大奖颁奖典礼时遇见其前男友的经历，在颁奖典礼上，两人互不搭理，启发了泰勒絲创作這首歌。
歌曲获得了乐评褒贬不一的评价，部分乐评认为泰勒絲在乡村音乐是最强的。在歌曲作为单曲发行前，歌曲即空降其在《告示牌》百强单曲榜的最高排位第41名，在加拿大百强单曲榜则空降第7名。在发行单曲之后，歌曲重新进入《告示牌》百强单曲榜的第98名。
歌曲的音乐录像带由诺贝尔·乔纳斯导演，在范德堡大学拍摄，于2011年5月24日首播。录像带因其脱离泰勒絲先前高中设定的风格而获得了好评。泰勒絲在《艾倫·狄珍妮秀》和愛的告白世界巡迴演唱會现场表演了歌曲。在巡演中的表演收录于现场专辑《愛的告白世界巡迴演唱會—現場專輯》中。

## 曲目列表
- 澳大利亚宣传CD单曲[3]

1. "The Story of Us" – 3:36

- 美国限量版CD单曲[4]

1. "The Story of Us" – 4:25

## 榜单
| 榜单（2010年-2011年）               | 最高 排位 |
| ----------------------------------- | --------- |
| 比利时法兰德斯（Ultratop Tip榜單）  | 15        |
| 加拿大（加拿大百强单曲榜）          | 70        |
| 匈牙利（匈牙利電台榜）              | 33        |
| 美国（《告示牌》百大單曲榜）        | 41        |
| 美國（《告示牌》成人當代單曲榜）    | 23        |
| 美國（《告示牌》Adult Pop Airplay） | 31        |
| 美國（《告示牌》Pop Airplay）       | 21        |

## 销售认证
| 地區                                  | 认证 | 认证单位/销量 |
| ------------------------------------- | ---- | ------------- |
| 美国（美國唱片業協會）                | 白金 | 1,000,000^    |
| *僅含認證的實際銷量 ^僅含認證的出貨量 |      |               |

## 发行历史
| 国家 | 日期          | 形式     | 唱片公司   |
| ---- | ------------- | -------- | ---------- |
| 美国 | 2011年4月19日 | 主流电台 | 大機器唱片 |